# Adrien Liais
Adrien Liais est un homme politique français né le 18 août 1839 à Caen (Calvados) et décédé le 12 novembre 1907 à Cherbourg (Manche).
Magistrat, il exerce à Coutances, Pont-l’Évêque, Lisieux et Alençon. Procureur à Avranches, il démissionne au moment de l'expulsion des congrégations, en 1880. Il est député de la Manche, siégeant à droite, de 1885 à 1889.

## Sources
- « Adrien Liais », dans Adolphe Robert et Gaston Cougny, Dictionnaire des parlementaires français, Edgar Bourloton, 1889-1891 [détail de l’édition]
- « Adrien Liais », dans le Dictionnaire des parlementaires français (1889-1940), sous la direction de Jean Jolly, PUF, 1960 [détail de l’édition]